# Charles d'Hozier (1775-1846)
Pour les articles homonymes, voir Charles d'Hozier.
Abraham Charles Augustin d'Hozier, né le 11 décembre 1775 à Paris et décédé le 24 août 1846 à Versailles (Yvelines), est un chef chouan et conspirateur royaliste.

## Biographie
Il est le fils de Denis Louis d'Hozier (1720-1788), président à la Chambre des comptes de Normandie, et d'Adélaïde Geneviève de La Croix, et le petit-fils de Louis Pierre d'Hozier.

Il a pour frère ainé Ambroise Louis d'Hozier.

### Révolution française
Charles d'Hozier a été page du roi. Il est hostile à la Révolution française.

Réfugié à Chartres, il est arrêté et incarcéré pendant la Terreur, comme son frère ainé. Il n'est libéré qu'après le 9 thermidor (27 juillet 1794).
Charles d'Hozier rejoint les insurgés de l'Ouest et combat dans les troupes royales de Vendée. Il ne veut pas accepter la paix et reprend les armes dès 1799. Il est sous les ordres de Joseph Picot de Limoëlan, dit Tape-à-Mort, dont il est le bras droit. Il commande une légion royaliste. En 1800, il est colonel d'état-major.

### La conspiration de la machine infernale (1800)
C'est à Rennes que Charles d'Hozier adhère à la conspiration de Georges Cadoudal, Pichegru et Jean Victor Marie Moreau, visant à l'assassinat du Premier consul, le 24 décembre 1800. Limoëlan, Lahaye-Saint-Hilaire, Charles d'Hozier, de Sol, Roger et quelques autres, qui se trouvent à Rennes au mois de nivôse an IX (fin décembre 1800), sont désignés par le préfet du Morbihan comme servant d'intermédiaires entre Cadoudal et les conspirateurs de Paris. Charles d'Hozier est le correspondant de Cadoudal à Rennes. Il héberge ou fournit des logements à tous les comploteurs, et parfois du travail.
Le but des conspirateurs est de revenir à une monarchie. Dès cette époque, Charles d'Hozier travaille pour le comte d'Artois.  
Le 24 décembre 1800, une machine infernale explose au passage du carrosse du Premier Consul, rue Saint-Niçaise, alors que Napoléon Bonaparte se rend à l’opéra. L’attentat fait 22 morts et une centaine de blessés. Miraculeusement rescapé, Napoléon en profite pour frapper le camp jacobin.
Joseph Fouché accuse alors le camp royaliste et lance un mandat contre Charles d'Hozier. Il doit être arrêté le 18 janvier 1801 à la sortie d'un spectacle, mais une actrice, portant le nom de Richardi, qui est au courant de ce projet de la police, le fait échapper par les coulisses du théâtre.[réf. nécessaire]

### Nouvel attentat en 1803

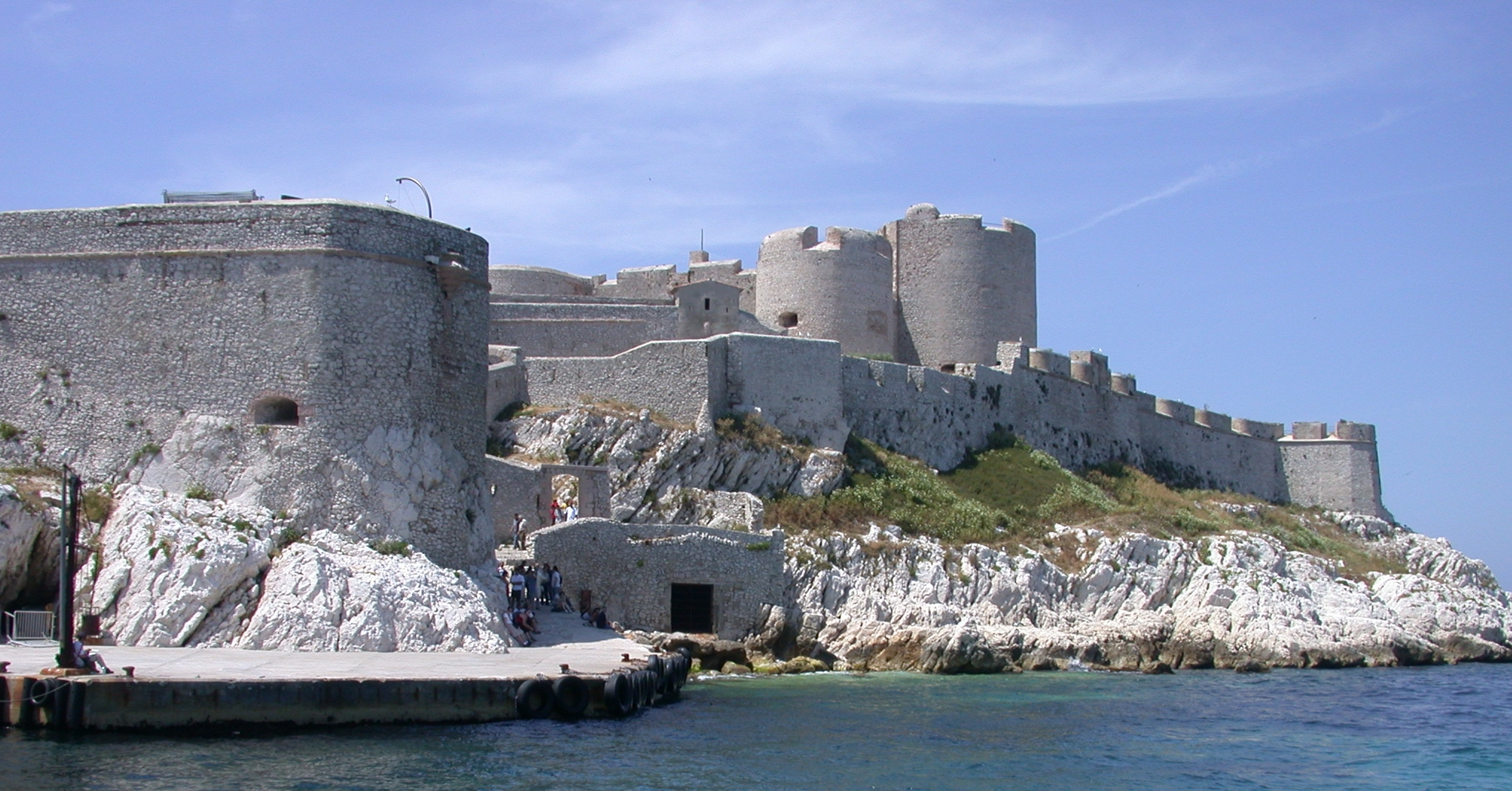
Le Château d'If, où Charles d'Hozier est détenu pendant neuf ans

Charles d'Hozier se cache, mais reçoit l'ordre de revenir à Paris et de tenir un manège et un établissement de locations de voitures publiques dans son hôtel. Il va à Londres et les généraux émigrés lui donnent l'ordre de tuer l'empereur. D'Hozier a tout préparé : logements, poudre, armes. Il se fixe à Paris et y fait venir plusieurs chouans, dont des anciens de l'attentat de la rue Saint-Niçaise. Il conduit lui-même le cabriolet qui mène Georges Cadoudal de Saint-Leu-la-Forêt à Paris. Charles d'Hozier est arrêté en avril 1804 et condamné à mort, comme son frère, mais ils sont graciés par Napoléon Ier. Sa peine est commuée en détention à perpétuité. Du château de Lourdes, il passe, en 1805, au château d'If.

### Restauration
Charles d'Hozier sort de prison le 14 avril 1814 à la chute de Napoléon Ier. Il a 39 ans.

Le comte d'Artois, futur roi Charles X de France, le promeut colonel de cavalerie et en fait son écuyer cavalcadour. 
Après 1830, il se retire à Versailles et n'exerce plus de commandement.